# Natasha Lyonne
Pour les articles homonymes, voir Braunstein.
Natasha Bianca Lyonne Braunstein dite Natasha Lyonne est une actrice, productrice, réalisatrice et scénariste américaine née le 4 avril 1979 à New York (États-Unis). 
Elle débute notamment en jouant dans Tout le monde dit I love you de Woody Allen. Par la suite, elle se démarqua dans de nombreux films indépendants dans lesquels ses prestations furent saluées comme dans But I'm a Cheerleader et Les Taudis de Beverly Hills.
Elle se fait aussi remarquer grâce à sa participation à quelques volets de la série de films American Pie. 
Elle accède à la notoriété en jouant l'un des rôles principaux de la série Orange Is the New Black (2013-2019). Parallèlement à ce succès, en 2017, elle fait ses débuts en tant que réalisatrice pour une publicité de la marque Kenzo puis pour le court métrage Cabiria Charity Chastity.
En 2019, elle est la vedette de sa création, la série Netflix, Poupée russe. Un retour au premier plan notamment salué par une citation pour le Primetime Emmy Award de la meilleure actrice dans une série télévisée comique.

## Biographie

### Jeunesse et débuts précoces
Elle est de confession juive orthodoxe, ses grands-parents maternels sont de confession juive, ils étaient des survivants de l'Holocauste. Elle a un frère, Adam.  
Elle passe ses premières années à Great Neck et commence sa carrière dans le milieu du divertissement alors qu'elle n'est qu'une enfant. En effet, elle suit ses parents en Israël et ils lui décrochent un contrat dans un film pour enfants alors qu'elle n'a que six ans. Par la suite, elle est inscrite dans une agence de mannequins. 
De retour aux États-Unis, elle poursuit sa carrière et apparaît dans divers films et séries télévisées dont Pee-wee's Playhouse, La Brûlure, Denis la Malice.
Elle est inscrite dans une école privée juive mais se fait expulser pour avoir vendu de la marijuana.
Sa famille déménage ensuite à Miami où Natasha ressort diplômée de la Miami Country Day School. Elle fréquente par la suite l'université de New York pour y faire ses études dans le domaine du cinéma et de la philosophie,.

### Carrière

#### Cinéma indépendant et rôles secondaires

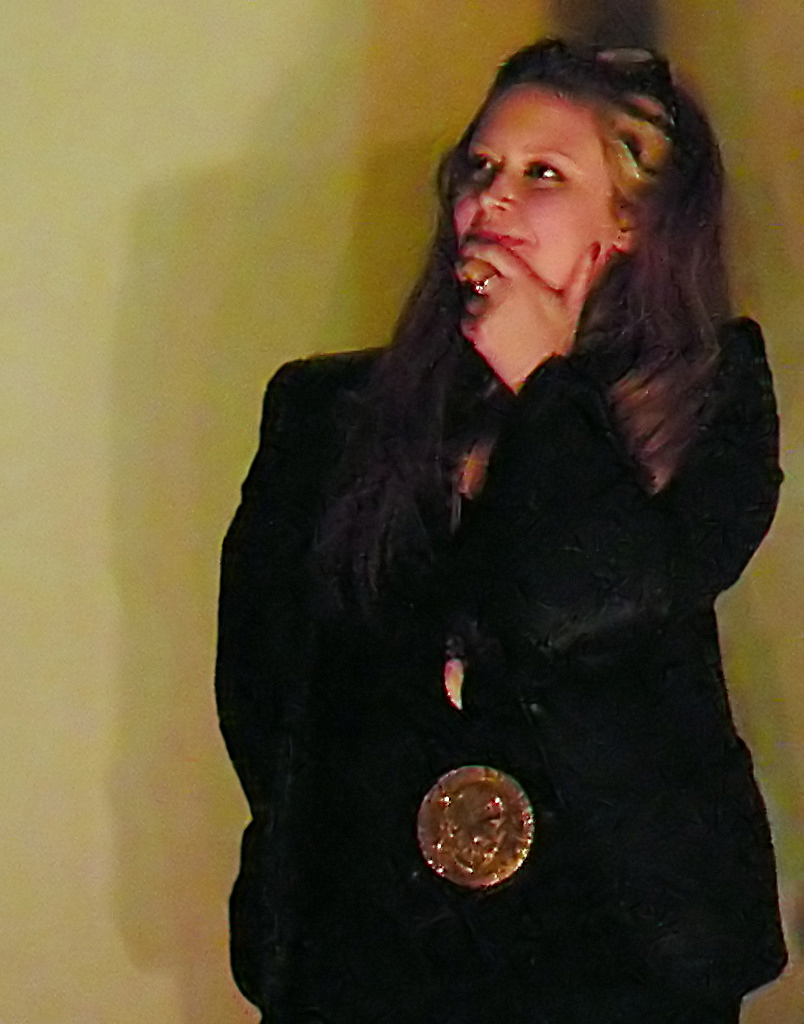
En 2009, pour la promotion de The Immaculate Conception of Little Dizzle lors du Festival international du film de Seattle 2009.

Elle a 16 ans lorsqu'elle décroche son premier rôle d'envergure dans Tout le monde dit I love you de Woody Allen, sorti en 1996. C'est durant cette période qu'elle décide de s'émanciper et abandonne alors ses études avant même d'avoir fini le lycée.
En l'espace de dix ans, la jeune actrice va être très active, en jouant notamment dans près de 30 films, dont de nombreux sont pour un cinéma indépendant.
En 1999, elle décroche le rôle de Jessica, une jeune femme libérée dans la comédie American Pie qui rencontre un franc succès. L'humour sarcastique du personnage est apprécié et attire la sympathie des fans. C'est ainsi qu'elle réapparaîtra dans deux autres volets de cette série de films très lucrative. La même année, elle porte la comédie dramatique indépendante Les Taudis de Beverly Hills. Ce film semi-autobiographique de Tamara Jenkins est salué par les critiques et lui vaut une proposition pour le CFCA Awards du meilleur espoir féminin lors de la cérémonie des Chicago Film Critics Association Awards 1999 ainsi que pour un Teen Choice Awards, cérémonie populaire chez les adolescents. 
Ensuite, elle est à l'affiche de nombreux longs métrages, dans des rôles secondaires, tels que la parodie Scary Movie 2, jouant l'adolescente possédée dans la scène d'introduction, un clin d’œil à L'Exorciste, mais aussi la comédie sortie directement en vidéo, Plan B avec Paul Sorvino et Diane Keaton ainsi que The Grey Zone, Kate et Léopold, The Robbery et Party Monster. 
En 2004, elle est à l'affiche de deux films d'horreur : dans l'un des premiers rôles de Madhouse avec Joshua Leonard et Jordan Ladd et un second rôle de Blade: Trinity, troisième volet des aventures vampiriques menées par Wesley Snipes. Le premier passe inaperçu, et le second est le moins rentable de la trilogie.  
En 2005, elle doit jouer dans le film d'horreur The Devil's Rejects mais elle est finalement remplacée par Megalyn Echikunwoke.  
Il s'ensuit de nombreux rôles dans des films plus ou moins confidentiels ainsi qu'une participation au film d'animation Robots (2005) ou encore un rôle dans un téléfilm comique qu'elle produit, Old School (2003) de John Whitesell ainsi que le drame romantique Un mariage de raison (2009) avec Lauren Ambrose et Adam Kaufman.  
Entre-temps, elle se démarque dans son genre de prédilection, avec l'indépendant Un modèle pas comme les autres qui lui vaut le prix de la meilleure actrice au festival international du film de Monaco 2008. 

#### Diversification et télévision

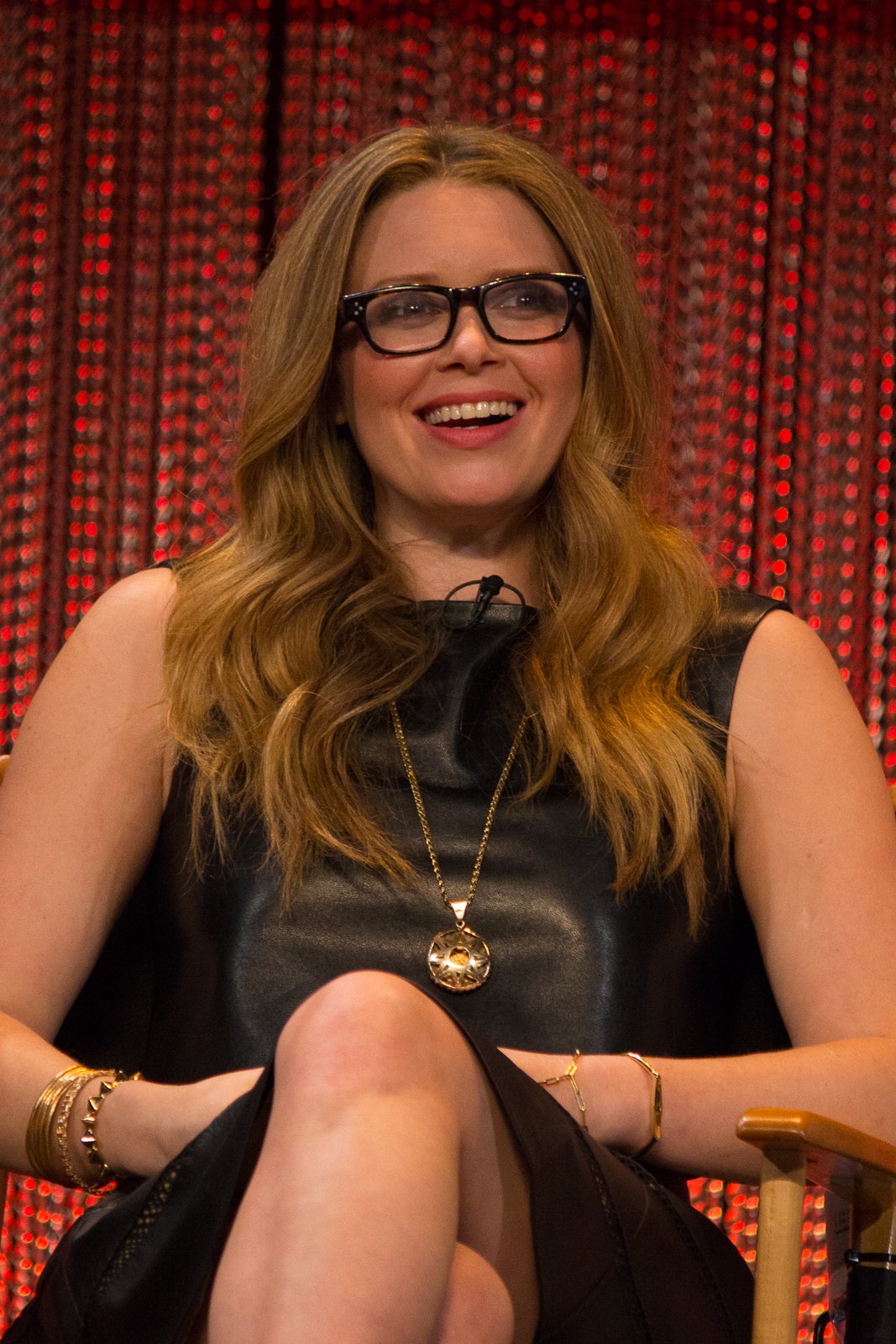
Lors de l'édition 2014 du PaleyFest pour la promotion de la série Orange Is the New Black.

Elle entame la décennie 2010, en acceptant un second rôle dans le film de science-fiction présenté en compétition au Festival du film de New York et à la Mostra de Venise, 4 h 44 Dernier jour sur Terre avec Willem Dafoe et Shanyn Leigh, puis, en retrouvant le personnage de Jessica, pour une dernière fois, dans American Pie 4. Dans le même temps, elle est aussi un second rôle dans la comédie Imogene et apparaît dans les séries télévisées New Girl et Weeds. 
En 2012, elle joue dans un pilote pour le réseau FOX, qui raconte l'histoire d'une jeune femme sevrée qui retourne auprès de sa famille, mais la chaîne prend finalement la décision de ne pas commander la série.  
En 2013, elle décroche le rôle de Nicky Nichols dans Orange Is the New Black, la nouvelle série produite et diffusée par Netflix, à partir de 2013. C'est l'une des deux premières séries produites par Netflix avec House of Cards, elle rencontre un succès important, elle est l'une des séries les plus plébiscitées par le public et la critique de ces dernières années. Elle a, par exemple, remporté des prix lors de la cérémonie des Screen Actors Guild Awards et lors des Emmy Awards (l'équivalent des Oscars pour la télévision). La série est considérée comme un show peu conventionnel qui libère les clichés sur les femmes et l'univers carcéral. 
Ce rôle d'une détenue addict entretenant une mauvaise relation avec son père Les Nichols (à l'image de l'actrice) lui permet de prétendre au Primetime Emmy Award de la meilleure actrice invitée dans une série télévisée comique lors de la 66e cérémonie qui se déroule en 2014. Un prix finalement attribué à sa consœur, Uzo Aduba qui incarne Suzanne 'Crazy Eyes' Warren dans la série. La même année, elle profite de cette exposition pour jouer les guest star dans la série Girls et pour se grimer en Beetlejuice pour le site Funny or Die dans le court métrage Beetlejuice 2. 

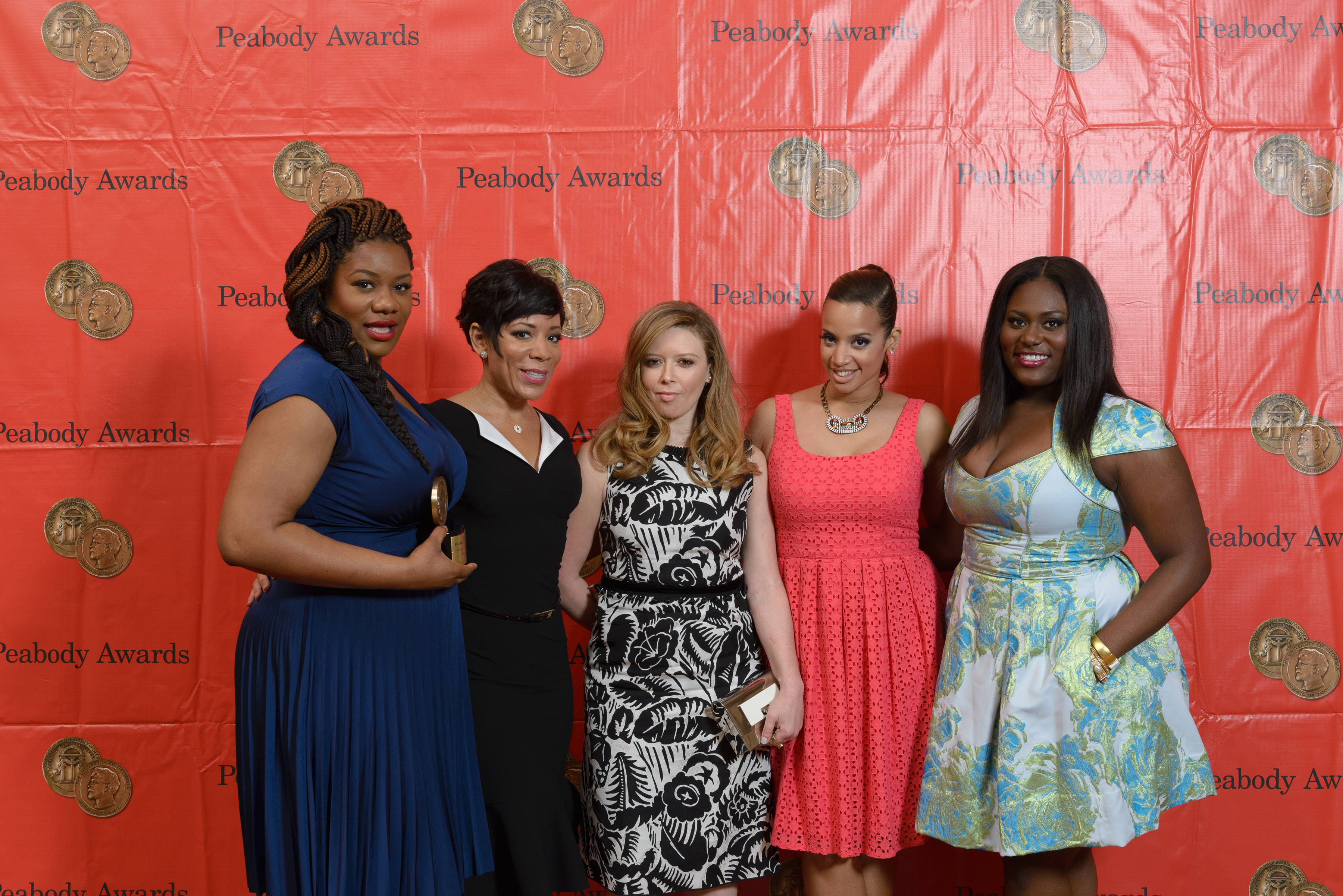
Lors de la 73e cérémonie des Peabody Awards, en 2014, pour la série primée Orange Is the New Black, avec Adrienne C. Moore, Selenis Leyva, Dascha Polanco et Danielle Brooks.

En 2015, elle joue dans la comédie romantique Jamais entre amis avec Jason Sudeikis, Alison Brie et Adam Scott, l'année où elle remporte l'Actor de la meilleure distribution pour une série télévisée comique lors de la 21e cérémonie des Screen Actors Guild Awards. Elle est aussi à l'affiche de deux films dirigés par des femmes : la comédie Addicted to Fresno de Jamie Babbit avec Judy Greer et le film d'horreur Horror de Tara Subkoff.  
L'année suivante, c'est dans un mélange des deux qu'elle incarne un petit rôle pour le film Yoga Hosers avec Lily-Rose Depp, Vanessa Paradis et Johnny Depp. Un long métrage qui fait suite à Tusk, sorti en 2014. Elle est aussi à l'affiche de la première réalisation de l'actrice Clea DuVall, la comédie dramatique The Intervention. 

En 2017, elle réalise le court métrage Cabiria, Charity, Chastity, considéré comme un film féministe, onirique, mettant en cause les inégalités hommes et femmes. Il sert aussi de vitrine pour la collection hivernale de la marque Kenzo. Elle y dirige Maya Rudolph. Une collaboration née de l'amitié entre Natasha Lyonne et les directeurs artistiques de la marque, Carol Lim et Humberto Leon, qui déclareront à ce sujet : 

« Nous sommes des fans inconditionnels du parcours de Natasha et nous la côtoyons depuis de nombreuses années. C’est une actrice formidable, d’une intelligence remarquable pour quiconque la connaît personnellement. Ce sont les deux raisons qui nous ont donné envie de la voir travailler pour nous, de voir ce qu’elle ferait pour Kenzo. »

En 2019, Orange Is the New Black s'arrête à l'issue d'une septième saison à succès et l'actrice s'engage aussitôt sur la comédie noire Poupée russe dont elle est l'héroïne. Une série dont elle est productrice, et aussi, l'une des créatrices aux côtés d'Amy Poehler et Leslye Headland, pour la plateforme Netflix. Dans cette première saison de huit épisodes, elle incarne le personnage principal, la déjantée Nadia qui, invitée à sa fête d'anniversaire, va se faire heurter par une voiture après s'être enfuie. Elle va alors revivre sans cesse sa mort à l'image des films Un jour sans fin, et Happy Birthdead. Cette série lui vaut trois citations lors de la 71e cérémonie des Primetime Emmy Awards, la première dans la catégorie de la meilleure actrice dans une série télévisée comique ainsi que dans la catégorie du meilleur scénario pour une série télévisée comique et de la meilleure série télévisée comique.
La même année, elle est un second rôle d'Ad Astra, un film de science-fiction réalisé par James Gray, porté par la performance de Brad Pitt. Dans le même temps, elle passe derrière la caméra pour une comédie de Comedy Central qui met en scène la vie de la rappeuse et actrice Awkwafina, une série dont la diffusion est attendue courant 2020. Année où elle réalise aussi un épisode de la deuxième saison de Shrill et qui voit le début de la production de la seconde saison de sa création, Poupée russe.

## Vie privée
Elle vit en toute indépendance depuis ses 16 ans. Elle s'est acheté son premier appartement alors qu'elle n'avait que 18 ans. Elle est restée proche de sa mère mais pas de son père, qu'elle n'a pas revu à la suite du divorce de ses parents, et qui est décédé en 2013,. 
Elle a vécu deux ans avec l'acteur américain Edward Furlong.
Rufus Wainwright lui dédie l'une de ses chansons, Natasha, issue de l'album Want One.
Elle est en couple, depuis 2014, avec l'acteur et comédien Fred Armisen. Ils se séparent en 2022.
C'est une amie de longue date de l'actrice Clea DuVall.
Dans les années 2000, elle a été arrêtée pour conduite en état d'ivresse et tapage nocturne. Elle a également été opérée du cœur. Durant cette période, ses problèmes judiciaires et médicaux l’empêcheront de tourner autant qu'elle le souhaiterait.

### Problèmes de santé
En 2005, Natasha Lyonne est admise au Beth Israel Medical Center de Manhattan sous un pseudonyme, souffrant d'une hépatite C, d'une infection cardiaque et d'un collapsus pulmonaire, elle suivait également un traitement à la méthadone pour dépendance de l'héroïne.
En janvier 2006, un mandat d'arrêt est lancé contre elle après avoir manqué une audience devant un tribunal à propos de ses problèmes antérieurs. Son avocat déclare qu'une urgence était survenue sans donner de détails. Plus tard cette année-là, elle est admise dans un centre de désintoxication et comparait devant un tribunal. Un juge la condamne à une peine avec sursis. Elle a subi une opération à cœur ouvert en 2012 pour corriger les lésions valvulaires causées par son infection cardiaque, ce qui aurait pu entraîner la mort subite si elle n'avait pas été traitée. Elle s'est remise de l'opération et a discuté de ses problèmes de santé antérieurs pendant The Rosie Show en mars 2012.

## Filmographie

### Cinéma

#### Longs métrages
- 1986 : La Brûlure (Heartburn) de Mike Nichols : la nièce de Rachel
- 1990 : L'étoffe des blaireaux (A Man Called Sarge (en)) de Stuart Gillard : une fille arabe
- 1993 : Denis la Malice (Dennis the Menace) de Nick Castle : Polly
- 1996 : Tout le monde dit I love you (Everyone Says I Love You) de Woody Allen : D. J. Berlin
- 1998 : Drôles de Papous (Krippendorf's Tribe) de Todd Holland : Shelly Krippendorf
- 1998 : Les Taudis de Beverly Hills (Slums of Beverly Hills) de Tamara Jenkins : Vivian Abromowitz
- 1999 : American Pie de Paul et Chris Weitz : Jessica
- 1999 : Detroit Rock City de Adam Rifkin : Christine (scènes coupées)
- 1999 : Freeway II: Confessions of a Trickbaby (en) de Matthew Bright : la fille blanche / Crystal Van Meuther (également productrice associée)
- 1999 : But I'm a Cheerleader de Jamie Babbit : Megan Bloomfield
- 1999 : The Auteur Theory de Evan Oppenheimer : Rosemary Olson - finaliste
- 2001 : Plan B de Greg Yaitanes : Kaye
- 2001 : Fast Sofa (de) de Salomé Breziner (en) : Tamara Jenson
- 2001 : Scary Movie 2 de Keenen Ivory Wayans : Megan Voorhees
- 2001 : American Pie 2 de James B. Rogers : Jessica
- 2001 : The Grey Zone de Tim Blake Nelson : Rosa
- 2001 : Kate et Léopold de James Mangold : Darci
- 2001 : Night at the Golden Eagle d'Adam Rifkin : Amber
- 2002 : The Robbery (Zig Zag) de David S. Goyer : Jenna
- 2002 : Comic Book Villains de James Robinson : Judy (vidéofilm)
- 2003 : Party Monster de Fenton Bailey et Randy Barbato : Brooke
- 2003 : Die, Mommie, Die! de Mark Rucker : Edith Sussman
- 2004 : America Brown de Paul Black : Vera
- 2004 : Madhouse de William Butler : Alice
- 2004 : Blade: Trinity de David S. Goyer : Sommerfield
- 2005 : My Suicidal Sweetheart de Michael Parness : Grace
- 2008 : Un modèle pas comme les autres (Tricks of a Woman) de Todd Norwood : Sally
- 2008 : Goyband de Christopher Grimm : Fani
- 2009 : The Immaculate Conception of Little Dizzle (en) de David Russo : Tracy
- 2009 : Outrage de Ace Cruz : Molly
- 2010 : Jelly de Waleed Moursi : Mona Hammel
- 2010 : Heterosexuals de Robert McCaskill : Ellia
- 2010 : All About Evil de Joshua Grannell : Deborah Tennis
- 2011 : Night Club de Sam Borowski : Mme Keaton
- 2011 : 4 h 44 Dernier jour sur Terre (4:44 Last Day on Earth) d'Abel Ferrara : Tina
- 2012 : American Pie 4 de Jon Hurwitz et Hayden Schlossberg : Jessica
- 2012 : Imogene de Shari Springer Berman et Robert Pulcini : Allyson
- 2013 : He's Way More Famous Than You de Michael Urie : elle-même
- 2013 : The Rambler de Calvin Reeder : Cheryl
- 2013 : G.B.F. de Darren Stein (en) : Mme Hoegel
- 2013 : Clutter de Diane Crespo : Lisa Bradford
- 2013 : 7E de Teddy Schenck : Yael
- 2014 : Loitering with Intent d'Adam Rapp : Kaplan
- 2014 : The Quitter de Matthew Bonifacio : Gloria
- 2015 : Jamais entre amis de Leslye Headland : Kara
- 2015 : Hello, My Name Is Doris de Michael Showalter : Sally
- 2015 : Addicted to Fresno de Jamie Babbit : Martha
- 2015 : Bloomin Mud Shuffle de Frank V. Ross : Jock
- 2015 : #Horror de Tara Subkoff : Emma
- 2016 : Yoga Hosers de Kevin Smith : Tabitha
- 2016 : Antibirth de Danny Perez : Lou (également productrice)
- 2016 : The Intervention de Clea DuVall : Sarah
- 2016 : Jack Goes Home de Thomas Dekker : Nancy
- 2016 : Adam Green's Aladdin de Adam Green : Maman
- 2017 : Girlfriend's Day de Michael Paul Stephenson : Mrs. Taft
- 2017 : Handsome : Une comédie policière Netflix de Jeff Garlin : Détective Fleur Scozzari
- 2018 : Une drôle de fin de David Wain : Anne Beatts
- 2018 : Chiens des neiges de Raja Gosnell : Mattie
- 2019 : Honey Boy d'Alma Har'el : Maman
- 2019 : Ad Astra de James Gray : Tanya Pincus
- 2020 : Irresistible de Jon Stewart : Tina
- 2021 : Billie Holiday, une affaire d'État (The United States vs. Billie Holiday) de Lee Daniels : Tallulah Bankhead
- 2022 : Glass Onion : Une histoire à couteaux tirés de Rian Johnson : elle-même
- 2023 : Ses trois filles (His Three Daughters) d'Azazel Jacobs : Rachel
- 2025 : Les Quatre Fantastiques : Premiers pas (The Fantastic Four: First Steps) de Matt Shakman : Rachel Rozman

#### Courts métrages
- 2009 : Running Away with Blackie de Lucas Cody Garcia : Motel Clerk
- 2014 : Beetlejuice 2 de Ryan Perez : Beetlejuice
- 2016 : Darby Forever de Osmany Rodriguez : La méchante fille
- 2017 : Cabiria, Charity, Chastity d'elle-même : Jules (également productrice et scénariste)
- 2018 : Doulo de Nick Jones : Rena
- 2020 : Lip Service d'Emily Tremaine : Risa

#### Films d'animation
- 2005 : Robots de Chris Wedge et Carlos Saldanha : Loretta Geargrinder
- 2022 : Krypto et les Super-Animaux de Jared Stern et Sam Levine : Merton la tortue
- 2025 : Les Bad Guys 2 (The Bad Guys 2) de Pierre Perifel : Doom (voix)
- 2025 : Les Schtroumpfs, le film (Smurfs) de Chris Miller

### Télévision

#### Séries télévisées
- 1986-1987 : Pee-wee's Playhouse : Opal (6 épisodes)
- 2000 : Will et Grace : Gillian (1 épisode)
- 2001 : Les Nuits de l'étrange (Night Visions) : Bethany Daniels (1 épisode)
- 2002 : Parents à tout prix (Grounded for Life) : Gretchen (1 épisode)
- 2007 : Les As du braquage : Female Co-Star (1 épisode)
- 2011 : New Girl : Gretchen (1 épisode)
- 2011 : New York, unité spéciale : Gia Eskas (saison 13, épisode 8)
- 2012 : Weeds : Tiffani (2 épisodes)
- 2013 - 2019 : Orange Is the New Black : Nicky Nichols (81 épisodes)
- 2013 : NTSF:SD:SUV : Mrs. Barbato (1 épisode)
- 2013 : As Da Art World Might Turn : Zemora (2 épisodes)
- 2014 : Old Soul : Nadia (pilote, également productrice)
- 2014 : Girls : Rickie (1 épisode)
- 2015 : Comedy Bang! Bang! : Katie (1 épisode)
- 2015 : Inside Amy Schumer : Stacy (1 épisode)
- 2015 - 2018 : Portlandia : Femme / L'amie de Carrie / L'amie de Laura /... (5 épisodes)
- 2018 : Corporate : Gretchen (1 épisode)
- depuis 2019 : Poupée russe : Nadia Vulvokov (rôle principal, également productrice et scénariste)
- 2019 : Documentary Now! : Carla Meola (1 épisode)
- 2019 : Oh Jerome, No : Gretchen (1 épisode)
- 2020 : Awkwafina Is Nora from Queens : La femme dans le salon de coiffure (1 épisode)
- 2023 : Poker Face : Charlie Cale (également productrice)

#### Téléfilms
- 1998 : Modern Vampires (en) de Richard Elfman : Rachel
- 2000 : Sex Revelations (If These Walls Could Talk 2) de Martha Coolidge : Jeanne (segment 1972[26])
- 2003 : Old School de John Whitesell : Sarah (également productrice)
- 2009 : Un mariage de raison / L'Amour plus fort que la raison (Loving Leah) de Jeff Bleckner : Esther

#### Séries d'animation
- 2015 : Sanjay et Craig : Chido (1 épisode)
- 2016 et 2019 : Les Simpson : Sophie (3 épisodes)
- 2016 - 2019 : Steven Universe : Quartz Fumé (4 épisodes)
- 2018 - 2020 : Ballmastrz 9009 : Gaz Digzy (20 épisodes)
- 2018 : Animals. : VHS Copy of 'Can't Hardly Wait' (1 épisode)
- 2018 - 2019 : Big Mouth : Suzette / Motel Pillow (3 épisodes)
- 2020 : Crossing Swords : Norah (1 épisode)

### Clips musicaux
- 2003 : Way Out West de Verbana[27]
- 2015 : Lampshades on Fire de Modest Mouse[27]
- 2016 : 333 d'Against Me![27]

### En tant que réalisatrice
- 2017 : Cabiria, Charity, Chastity (court métrage)
- 2019 : Poupée Russe (série télévisée, 8 épisodes)
- 2019 : Orange Is the New Black (série télévisée, 1 épisode)
- 2020 : Shrill (série télévisée, 1 épisode)
- 2020 : Awkwafina (série télévisée, 1 épisode)
- 2020 : High Fidelity (série télévisée, 1 épisode)
- 2023-présent : Poker Face (série télévisée, 2 épisodes)

## Distinctions
Sauf indication contraire ou complémentaire, les informations mentionnées dans cette section proviennent de la base de données IMDb.

### Récompenses
- 2000 : Young Hollywood Awards de la meilleure distribution dans une comédie pour American Pie partagée avec Jason Biggs, Chris Klein, Thomas Ian Nicholas, Alyson Hannigan, Shannon Elizabeth, Tara Reid, Eddie Kaye Thomas, Seann William Scott et Mena Suvari.
- 2008 : Monaco International Film Festival de la meilleure actrice dans un second rôle pour Un modèle pas comme les autres
- 2011 : Golden Door International Film Festival of Jersey City de la meilleure actrice dans une comédie pour Night Club
- Screen Actors Guild Awards 2015 : Meilleure distribution pour une série télévisée comique pour Orange Is the New Black partagée avec Uzo Aduba, Jason Biggs, Danielle Brooks, Laverne Cox, Jackie Cruz, Catherine Curtin, Lea DeLaria, Beth Fowler, Yvette Freeman, Germar Terrell Gardner, Kimiko Glenn, Annie Golden, Diane Guerrero, Michael Harney, Vicky Jeudy, Julie Lake, Lauren Lapkus, Selenis Leyva, Taryn Manning, Joel Marsh Garland, Matt McGorry, Adrienne C. Moore, Kate Mulgrew, Emma Myles, Jessica Pimentel, Dascha Polanco, Alysia Reiner, Judith Roberts, Elizabeth Rodriguez, Barbara Rosenblat, Nick Sandow, Abigail Savage, Taylor Schilling, Constance Shulman, Dale Soules, Yael Stone, Lorraine Toussaint, Lin Tucci et Samira Wiley.
- Screen Actors Guild Awards 2017 : Meilleure distribution pour une série télévisée comique pour Orange Is the New Black

### Nominations
- Chicago Film Critics Association Awards 1999 : Meilleur espoir féminin pour Les Taudis de Beverly Hills
- Teen Choice Awards 1999 : 
  - Meilleure scène comique pour Les Taudis de Beverly Hills partagée avec Marisa Tomei
  - Meilleure révélation pour Les Taudis de Beverly Hills
- 2014 : Online Film & Television Association Awards de la meilleure actrice invitée dans une série télévisée comique  pour Orange Is the New Black
- Primetime Emmy Awards 2014 : Meilleure actrice invitée dans une série télévisée comique pour Orange Is the New Black
- 2016 : Gold Derby Awards de la meilleure actrice invitée dans une série télévisée dramatique  pour Orange Is the New Black
- 2017 : Fangoria Chainsaw Award de la meilleure actrice pour Antibirth
- Screen Actors Guild Awards2018 : Meilleure distribution pour une série télévisée comique pour Orange Is the New Black partagée avec Uzo Aduba, Emily Althaus, Danielle Brooks, Rosal Colon, Jackie Cruz, Francesca Curran, Daniella De Jesús, Lea DeLaria, Nick Dillenburg, Asia Kate Dillon, Beth Dover, Kimiko Glenn, Annie Golden, Laura Gómez, Diane Guerrero, Evan Hall, Michael Harney, Brad William Henke, Mike Houston, Vicky Jeudy, Kelly Karbacz, Julie Lake, Selenis Leyva, Taryn Manning, Adrienne C. Moore, Miriam Morales, Kate Mulgrew, Emma Myles, John Palladino, Matt Peters, Jessica Pimentel, Dascha Polanco, Laura Prepon, Jolene Purdy, Elizabeth Rodriguez, Nick Sandow, Abigail Savage, Taylor Schilling, Constance Shulman, Dale Soules, Yael Stone, Emily Tarver, Michael Torpey et Lin Tucci.
- 2019 : Gold Derby Awards de la meilleure actrice dans une série télévisée comique pour Poupée russe
- 2019 : International Online Cinema Awards de la meilleure actrice dans une série télévisée comique pour Poupée russe
- 2019 : International Online Cinema Awards du meilleur scénario dans une série télévisée comique pour Poupée russe
- 2019 : International Online Cinema Awards de la meilleure réalisatrice dans une série télévisée comique pour Poupée russe
- 2019 : Online Film & Television Association Awards de la meilleure actrice dans une série télévisée comique pour Poupée russe
- Primetime Emmy Awards 2019 : 
  - meilleure série télévisée comique pour Poupée russe partagée avec Leslye Headland, Amy Poehler, Dave Becky, Tony Hernandez, Lilly Burns, Allison Silverman, Kate Arend, John Skidmore et Ryan McCormick.
  - meilleure actrice dans une série télévisée comique pour Poupée russe
  - meilleur scénario pour une série télévisée comique pour Poupée russe partagée avec Amy Poehler et Leslye Headland.
- Saturn Awards 2019 : meilleure actrice de télévision pour Poupée russe
- 2019 : Television Critics Association Awards de la meilleure actrice dans une série télévisée comique pour Poupée russe
- Golden Globes 2020 : Meilleure actrice dans une série musicale ou comique pour Poupée russe
- Writers Guild of America 2020 : 
  - Meilleure série télévisée comique pour Poupée russe partagée avec Jocelyn Bioh, Flora Birnbaum, Cirocco Dunlap, Leslye Headland, Amy Poehler, Tami Sagher et Allison Silverman.
  - Meilleure nouvelle série télévisée comique pour Poupée russe
- 2022 : Dorian TV Awards de la meilleure actrice TV dans une série télévisée comique pour Poupée russe
- 2022 : Online Film & Television Association Awards de la meilleure actrice dans une série télévisée comique pour Poupée russe
- Golden Globes 2024 : Meilleure actrice dans une série télévisée musicale ou comique pour Poker Face

## Voix francophones
En version française, Natasha Lyonne est dans un premier temps doublée par Sylvie Jacob dans Tout le monde dit I love you, Dorothée Pousséo dans Drôles de Papous, Magali Barney dans Will et Grace, Alexandra Garijo dans American Pie, Véronique Alycia dans Parents à tout prix, Céline Ronté dans New York, unité spéciale, Sandy Boizard dans Kate et Léopold, Odile Schmitt dans Scary Movie 2 et Barbara Delsol dans Blade: Trinity.
Par la suite, l'actrice est notamment doublée par Delphine Moriau dans Orange Is the New Black et Poupée russe, ainsi que par Ingrid Donnadieu dans Girls et The Intervention, Isabelle Sempéré dans Jamais entre amis et Une drôle de fin, Mélanie Dermont dans Hello, My Name Is Doris, Nathalie Stas dans Yoga Hosers, Anne Dolan dans Girlfriend's Day (en) et Guylène Ouvrard dans Le Dog Show. 
À partir de 2017, Dorothée Pousséo la retrouve dans Handsome, Ad Astra et Billie Holiday, une affaire d'État. En parallèle, Daria Levannier est choisie pour la doubler dans Poker Face.